# ماركوس أميليوس ليبيدوس
ماركوس أميليوس ليبيدوس (/ˈlɛpɪdəs/; حوالي 89 أو 88 ق.م – أواخر 13 أو أوائل 12 ق.م) كان أحد الأرثوذكس الرومان الذي كان جزءًا من الحكم الثلاثي الثاني إلى جانب غايوس يوليوس قيصر أوكتافيانوس (أغسطس في المستقبل)  وماركوس أنطونيوس، وآخر بونتيفيكس ماكسيموس من الجمهورية الرومانية. كان ليبيدوس سابقًا حليفًا وثيقًا ليوليوس قيصر.